# Christchurch Park
Christchurch Park är en park i Storbritannien.   Den ligger i Suffolk, i den sydöstra delen av England, 110 km nordost om huvudstaden London. Christchurch Park ligger 35 meter över havet.
Terrängen runt Christchurch Park är platt. Runt Christchurch Park är det ganska tätbefolkat, med 129 invånare per kvadratkilometer. Närmaste större samhälle är Ipswich, 0,45 km söder om Christchurch Park. Trakten runt Christchurch Park består till största delen av jordbruksmark.